# Achhnera
Achhnera é uma cidade e um município no distrito de Agra, no estado indiano de Uttar Pradesh.

## Geografia
Achhnera está localizada a 27° 11′ N, 77° 46′ L. Tem uma altitude média de 167 metros (547 pés).

## Demografia
Segundo o censo de 2001, Achhnera tinha uma população de 19,974 habitantes. Os indivíduos do sexo masculino constituem 53% da população e os do sexo feminino 47%. Achhnera tem uma taxa de literacia de 56%, inferior à média nacional de 59.5%; com 63% para o sexo masculino e 37% para o sexo feminino. 16% da população está abaixo dos 6 anos de idade.